# خوسيه سيرا جيل
خوسيه سيرا جيل (بالإسبانية: José Serra Gil)‏ مواليد 23 ديسمبر 1923 في إسبانيا - الوفاة 12 يونيو 2002 في إسبانيا، كان دراج إسباني.

## روابط خارجية
- خوسيه سيرا جيل على موقع أرشيف الدراجات (الإنجليزية)
- خوسيه سيرا جيل على موقع إحصائيات الدراجات الإحترافية (الإنجليزية)
- خوسيه سيرا جيل على موقع CycleBase (الإنجليزية)